# カーク・ギブソン
カーク・ハロルド・ギブソン（Kirk Harold Gibson , 1957年5月28日 - ）は、アメリカ合衆国ミシガン州ポンティアック出身の元プロ野球選手（外野手）、野球指導者。左投左打。
現役時代は主にデトロイト・タイガース、ロサンゼルス・ドジャースでプレーした。アリゾナ・ダイヤモンドバックスで2010年シーズン途中より監督代行に就任し、2011年より正式に監督に就任して2014年まで務めた。

## 経歴

### 最初のタイガース時代
ミシガン州立大学では野球の他にアメリカンフットボールでもワイドレシーバー（WR）として全米大学チームに選出されるほどの活躍を見せた。大学卒業時にはMLBのデトロイト・タイガースとNFLのセントルイス（現在はアリゾナ）・カージナルスの両方からドラフト指名を受けたが、野球を選択。タイガース入りして1979年9月8日にメジャーデビューを果たす。1983年には右翼手のレギュラーとなり、1984年にはチームが地区優勝し、ア・リーグチャンピオンシップシリーズではMVPに選出される活躍を見せ、チームをワールドシリーズに導く。ワールドシリーズでもサンディエゴ・パドレスを破り、ワールドチャンピオンに輝いた。タイガースが3勝1敗と王手をかけたタイガースタジアムでの第5戦、8回表にパドレスが1点を返して1点差に迫ったその裏、ギブソンはパドレスのリリーフエース、リッチ・ゴセージ（2008年にアメリカ野球殿堂入り、ダイエーでもプレー）から4点差と引き離すダメ押しの3ランホームランを打ち、シリーズの趨勢を決する一打となった。
1984年は27本塁打・29盗塁を記録し、ワールドチャンピオンも経験した。
1985年は29本塁打、30盗塁で惜しくも「The 30-30 club」（30本塁打30盗塁）を逃す。この年のオフにフリーエージェント（FA）となる。去就が注目されたが、当時は各球団のオーナーが共謀してギブソンのような高額フリーエージェントとの契約を避けたために良いオファーが得られず、旧所属球団との交渉期限となる1986年1月8日にタイガースと再契約。このシーズンも28本塁打34盗塁と惜しくも「30-30」を逃し、結局引退まで30-30は達成できず終いとなった。1987年も24本塁打を打ってチームの地区優勝に貢献。その年のオフに、1985年から1987年にかけてのオーナーの共謀が反トラスト法違反とみなされ、ギブソンも再度FAが認められ、ロサンゼルス・ドジャースに移籍。1987年には、フロリダ州レイクランドで自家用セスナ機（セスナ 206）で標高25,200フィート（約7,500メートル）を飛び、全米飛行家協会公認の最高記録を達成した。
タイガース時代の監督スパーキー・アンダーソンはチーム事情のためにギブソンのメジャー昇格が早まってしまったことを後に悔やんでいる。もう少し経験を積ませてからの方がよい成績を収められたと語っている。

### 「The Home Run」（ドジャース時代）
初のナ・リーグとなった1988年は、終盤に足を痛めたが132試合で打率.290、25本塁打、75打点と活躍しチームの地区優勝に貢献。ニューヨーク・メッツとのナ・リーグチャンピオンシップシリーズは、メッツ有利がささやかれていた。第3戦では雨のシェイ・スタジアムで、ムーキー・ウィルソンの打球を足を滑らせて膝立ちになりながらもキャッチ。第4戦は同点で延長戦となり、12回表に決勝のソロホームランを打つ。そして第5戦では5回表に3点本塁打を放つなどの活躍で、チームのワールドシリーズ進出に貢献した。
ワールドシリーズも、ホセ・カンセコやマーク・マグワイアらの強打を誇るオークランド・アスレチックス有利と予想されていた。このシリーズでは、ギブソンは足の故障を悪化させて走ることができず、スターティングラインナップからは外された。迎えた本拠地ドジャー・スタジアムでの第1戦。1回裏にドジャースが2点を先制するが、アスレチックスは2回表にカンセコの満塁本塁打であっさり4-2と逆転。ドジャース打線はその後、アスレチックスのエース、デーブ・スチュワートに抑えられ、6回に1点を返し4-3と1点差に迫るが、アスレチックスは9回裏にその年45セーブをあげたリリーフエースのデニス・エカーズリー（のち殿堂入り）が登板。すぐに2アウトを取るが、代打の、マイク・デービスが四球で出塁。続いてギブソンが投手アレハンドロ・ペーニャの代打に起用される。
デービスが二塁盗塁成功。3ボール、2ストライクのフルカウントからエカーズリーが投げた、彼が得意とするローボールの、スライダーを片手打ちのようにスイングすると、打球は右翼スタンドへの逆転サヨナラ2点本塁打となった。ギブソンが二塁ベースから三塁へ向かう途中で見せた独特の両腕をパシッと前後に出したポーズは日本でも放映された。そして、足を引きずりながらダイヤモンドを一周する姿はこの年のMLBのハイライトと言えるシーンとなった。ギブソンがこのシリーズに出場したのはこの1試合、1打席きりであったが、永遠に語り継がれるであろう一打となった。ドジャースはオーレル・ハーシュハイザーの力投もあって4勝1敗でアスレチックスを下し、両リーグでワールドチャンピオンを経験した。なお、このワールドシリーズから30年後の2018年10月27日、ドジャースタジアムでのワールドシリーズ第4戦でエカーズリーとギブソンによる始球式が行われた。
そして、その年のナ・リーグMVPに選出された。シーズンの成績は特筆すべきものではなかったが、プレイオフ、ワールドシリーズでの印象的な活躍によって選ばれた。
その後、1989年と1990年はいずれも故障で100試合以下の出場にとどまり、1990年限りでFAとなってドジャースを去る。

### カンザスシティ・ロイヤルズ以後
1991年にはカンザスシティ・ロイヤルズに移籍。この年132試合に出場するが打率.236、16本塁打に終わり、翌1992年はピッツバーグ・パイレーツに移籍。この年はわずか16試合の出場に終わって自由契約となり、1993年は古巣タイガースに6年ぶりに復帰。その年は116試合に出場。1994年から1995年のMLBストライキでシーズンが途中で終わった翌1994年は98試合の出場で23本塁打を打つ活躍を見せるも、1995年8月に現役を引退。

### 現役引退後
1998年から2002年にはFSNのタイガース担当解説者を務め、2003年にはタイガースのベンチコーチ（日本のプロ野球でいうヘッドコーチに相当）に就任。2005年には打撃コーチに変更。2007年にはアリゾナ・ダイヤモンドバックスに移籍してベンチコーチとなる。2010年シーズン途中で監督A・J・ヒンチが解任され、7月1日に監督代行に就任した。同年シーズン終了後に正式な監督としての契約（2011年から2年契約＋チームオプション1年）を結んだ。2010年は地区最下位に終わったチームを、2011年には94勝をあげて地区優勝に導き、最優秀監督賞を受賞した。選手としてMVPを受賞し、監督として最優秀監督賞を受賞したのは史上4人目となった（他の3人はフランク・ロビンソン、ジョー・トーリ、ドン・ベイラー）。2014年9月に成績不振により解任された。
2017年1月9日に、ミシガン州立大学時代のアメリカン・フットボールの実績が評価され、カレッジフットボール殿堂に選出された。1レシーブの平均ヤード20.96は、2017年現在でも同大学の歴代最高記録となっている。

## 人物
現役時代にギブソンがつけていた背番号はほとんどが「23」であったが、2000年にタイガースの背番号23はウィリー・ホートンの永久欠番となったため、2003年から2年間ギブソンがタイガースでコーチを務めた際につけていた背番号は隣の番号である「22」だった。ダイヤモンドバックス監督時代は現役時代と同じ背番号23だった。2016年終了時点で、リーグMVPになった選手でオールスターの出場歴がないのはギブソンのみである。
1979年から1984年までタイガースのチームメイトだったデーブ・ロゼマとは、お互いの夫人同士が姉妹という義兄弟となる。タイガースがワールドシリーズ優勝した1984年12月22日に合同で結婚式を行った。ロゼマは1977年の15勝をはじめ1986年に引退するまで60勝（53敗）を記録。

## 詳細情報

### 年度別打撃成績
| 年 度      | 球 団      | 試 合 | 打 席 | 打 数 | 得 点 | 安 打 | 二 塁 打 | 三 塁 打 | 本 塁 打 | 塁 打 | 打 点 | 盗 塁 | 盗 塁 死 | 犠 打 | 犠 飛 | 四 球 | 敬 遠 | 死 球 | 三 振 | 併 殺 打 | 打 率 | 出 塁 率 | 長 打 率 | O P S |
| ---------- | ---------- | ----- | ----- | ----- | ----- | ----- | -------- | -------- | -------- | ----- | ----- | ----- | -------- | ----- | ----- | ----- | ----- | ----- | ----- | -------- | ----- | -------- | -------- | ----- |
| 1979       | DET        | 12    | 39    | 38    | 3     | 9     | 3        | 0        | 1        | 15    | 4     | 3     | 3        | 0     | 0     | 1     | 0     | 0     | 3     | 0        | .237  | .256     | .395     | .651  |
| 1980       | DET        | 51    | 189   | 175   | 23    | 46    | 2        | 1        | 9        | 77    | 16    | 4     | 7        | 1     | 2     | 10    | 0     | 1     | 45    | 0        | .263  | .303     | .440     | .743  |
| 1981       | DET        | 83    | 313   | 290   | 41    | 95    | 11       | 3        | 9        | 139   | 40    | 17    | 5        | 1     | 2     | 18    | 1     | 2     | 64    | 9        | .328  | .369     | .479     | .848  |
| 1982       | DET        | 69    | 294   | 266   | 34    | 74    | 16       | 2        | 8        | 118   | 35    | 9     | 7        | 1     | 1     | 25    | 2     | 1     | 41    | 2        | .278  | .341     | .444     | .785  |
| 1983       | DET        | 128   | 467   | 401   | 60    | 91    | 12       | 9        | 15       | 166   | 51    | 14    | 3        | 5     | 4     | 53    | 3     | 4     | 96    | 2        | .227  | .320     | .414     | .734  |
| 1984       | DET        | 149   | 611   | 531   | 92    | 150   | 23       | 10       | 27       | 274   | 91    | 29    | 9        | 3     | 6     | 63    | 6     | 8     | 103   | 4        | .282  | .363     | .516     | .879  |
| 1985       | DET        | 154   | 670   | 581   | 96    | 167   | 37       | 5        | 29       | 301   | 97    | 30    | 4        | 3     | 10    | 71    | 16    | 5     | 137   | 5        | .287  | .364     | .518     | .882  |
| 1986       | DET        | 119   | 521   | 441   | 84    | 118   | 11       | 2        | 28       | 217   | 86    | 34    | 6        | 1     | 4     | 68    | 4     | 7     | 107   | 8        | .268  | .371     | .492     | .863  |
| 1987       | DET        | 128   | 568   | 487   | 95    | 135   | 25       | 3        | 24       | 238   | 79    | 26    | 7        | 1     | 4     | 71    | 8     | 5     | 117   | 5        | .277  | .372     | .489     | .861  |
| 1988       | LAD        | 150   | 632   | 542   | 106   | 157   | 28       | 1        | 25       | 262   | 76    | 31    | 4        | 3     | 7     | 73    | 14    | 7     | 120   | 8        | .290  | .377     | .483     | .860  |
| 1989       | LAD        | 71    | 292   | 253   | 35    | 54    | 8        | 2        | 9        | 93    | 28    | 12    | 3        | 0     | 2     | 35    | 5     | 2     | 55    | 5        | .213  | .312     | .368     | .679  |
| 1990       | LAD        | 89    | 359   | 315   | 59    | 82    | 20       | 0        | 8        | 126   | 38    | 26    | 2        | 0     | 2     | 39    | 0     | 3     | 65    | 4        | .260  | .345     | .400     | .745  |
| 1991       | KC         | 132   | 540   | 462   | 81    | 109   | 17       | 6        | 16       | 186   | 55    | 18    | 4        | 1     | 2     | 69    | 3     | 6     | 103   | 9        | .236  | .341     | .403     | .744  |
| 1992       | PIT        | 16    | 60    | 56    | 6     | 11    | 0        | 0        | 2        | 17    | 5     | 3     | 1        | 1     | 0     | 3     | 0     | 0     | 12    | 1        | .196  | .237     | .304     | .541  |
| 1993       | DET        | 116   | 454   | 403   | 62    | 105   | 18       | 6        | 13       | 174   | 62    | 15    | 6        | 0     | 3     | 44    | 4     | 4     | 87    | 2        | .261  | .337     | .432     | .769  |
| 1994       | DET        | 98    | 382   | 330   | 71    | 91    | 17       | 2        | 23       | 181   | 72    | 4     | 5        | 2     | 5     | 42    | 3     | 3     | 69    | 2        | .276  | .358     | .548     | .906  |
| 1995       | DET        | 70    | 265   | 227   | 37    | 59    | 12       | 2        | 9        | 102   | 35    | 9     | 2        | 0     | 2     | 33    | 3     | 3     | 61    | 6        | .260  | .358     | .449     | .808  |
| 通算：17年 | 通算：17年 | 1635  | 6656  | 5798  | 985   | 1553  | 260      | 54       | 255      | 2686  | 870   | 284   | 78       | 23    | 56    | 718   | 72    | 61    | 1285  | 72       | .268  | .352     | .463     | .815  |

### 監督としての年度別成績
| 年度      | チーム    | 地区      | 年齢      | 試合 | 勝利 | 敗戦 | 勝率 | 順位/ チーム数 | 備考     | 勝敗表 |
| --------- | --------- | --------- | --------- | ---- | ---- | ---- | ---- | -------------- | -------- | ------ |
| 2010年    | ARI       | NL 西     | 53        | 83   | 34   | 49   | .410 | 5 / 5          | 監督代行 |        |
| 2011年    | ARI       | NL 西     | 54        | 162  | 94   | 68   | .580 | １ / 5         | NLDS敗退 | 2勝3敗 |
| 2012年    | ARI       | NL 西     | 55        | 162  | 81   | 81   | .500 | 3 / 5          |          |        |
| 2013年    | ARI       | NL 西     | 56        | 162  | 81   | 81   | .500 | 2 / 5          |          |        |
| 通算：4年 | 通算：4年 | 通算：4年 | 通算：4年 | 569  | 290  | 279  | .510 |                |          |        |

### 表彰
- シーズンMVP1回（1988年）
- シルバースラッガー賞1回（1988年）
- ア・リーグチャンピオンシップシリーズMVP1回（1984年）
- 最優秀監督賞1回（2011年）